# Портофино
Портофино (на италиански: Portofino) е италианско рибарско село, община и туристически курорт, намиращ се в провинция Генуа на Италианската Ривиера. Градът е едно от най-красивите средиземноморски пристанища. Населението му е около 500 жители към 31 декември 2008 г.

## История
Според Плиний Стари, Портофино е построен от Римляните и наречен Portus Delphini, или Пристанището на делфина, заради големия брой делфини, които обитават Тигулския залив.
Селището е било част от Република Генуа около 1229 г. През 1409 г. Портофино е продаден на Република Флоренция от краля на Франция Шарл VI, но когато той е прогонен от Генуа, се налага флорентинците да го върнат обратно.
През 1815 г. градът е част от Кралство Сардиния и от 1861 г. — част от Кралство Италия.
През 19. век първо британски, а после и други европейски аристократи започват да посещават Портофино. Към 1950 г. туризмът измества риболова като основна индустрия в града, и по бреговата ивица са построени множество ресторанти и кафенета.

## Забележителности
- Статуята на „Исус от бездната“, поставена под вода на 29 август 1954 г. в малък залив на дълбочина от 17 метра. Тази статуя е поставена, за да закриля рибарите. Тя представлява благославящ Исус, който гледа към небето с отворени обятия, като символ на покой.
- Двореца „Браун“, 16. век
- Църквата „Св. Мартин“ (Divo Martino, 12. век)
- Църквата „Св. Георги“
- Параклиса „Santa Maria Assunta“, готически стил

## Пейзажи на Портофино, нарисувани от Джузепе Амисани
Най-емблематичният художник на Портофино беше Джузепе Амисани, известен като “Художникът на кралете”, на когото Портофино посвети разходка по крайбрежната алея, “Амисани алеята”. Когато минавате през Бокке и следвате главния път, който спуска към Портофино Маре, на определена точка от маршрута можете да видите вмурована в бетона мраморна плоча с надпис: “Тук красотата на света се усмихна за последен път”. Джузепе Амисани прекара време на това място през 1941 година и често рисуваше на открито.

## Побратимени градове
- Кинсейл, Ирландия
- Палма де Майорка, Испания